# Alan Selby
Alan Selby (Yorkshire, 1929-San Francisco, mayo de 2004), nacido como Alan Henry Sniders, fue un empresario gay estadounidense nacido en Inglaterra y líder de la comunidad leather de San Francisco. Muchos lo conocían como «el alcalde de Folsom Street». Afirmó haber creado el primer código de pañuelos con sus socios comerciales en Leather 'n' Things en 1972, cuando su proveedor de pañuelos duplicó inadvertidamente su pedido y el código ampliado los ayudaría a vender los colores adicionales que habían recibido. Sin embargo, otras fuentes cuestionan que este sea el origen del código de pañuelos.

## Biografía
Alan Selby nació como Alan Henry Sniders en Yorkshire, Inglaterra. Fue miembro de la Marina Real. Se mudó a San Francisco en 1979 para fundar el fabricante de ropa fetichista Mr. S Leather. En un momento dado, la empresa fue dirigida por Judy Tallwing McCarthey.
Selby cofundó y recaudó fondos para el Fondo de Emergencia contra el SIDA de San Francisco, fundado en 1982. Tras la muerte de su pareja, Peter Jacklin, a causa del SIDA en 1987, Selby se convirtió en una figura destacada en la respuesta comunitaria contra la epidemia del SIDA.
Selby murió por complicaciones de enfisema a la edad de 75 años en mayo de 2004 en San Francisco. En 2019, una exposición en el Museo de la Sociedad Histórica GLBT celebró la vida y el legado de Selby.

## Premios y reconocimientos
- En 1988, Selby recibió el Premio Steve Maidhof por Trabajo Nacional o Internacional de la National Leather Association International.[6]
- En 1989, recibió el Premio al Hombre del Año como parte de los Premios Pantheon of Leather.[9]
- En 1999, él y Leonard Dworkin recibieron el Premio Forebear como parte de los Premios Pantheon of Leather.[9]
- En 2004, Selby recibió el premio a la trayectoria como parte de los premios Pantheon of Leather Awards.[9]
- En 2013, Selby fue incluido póstumamente en el Salón de la Fama Leather.[10]
- En 2017, Selby fue homenajeado junto con otras personalidades, nombradas en huellas de botas de bronce, como parte del San Francisco South of Market Leather History Alley.[11][12]